# Aleksandr Zajcew (łyżwiarz figurowy)
Aleksandr Giennadijewicz Zajcew, ros. Александр Геннадиевич Зайцев (ur. 16 czerwca 1952 w Leningradzie) – radziecki łyżwiarz figurowy, startujący w parach sportowych z Iriną Rodniną. Wspólnie zdobyli dwa złote medale olimpijskie (1976 i 1980), sześć tytułów mistrzów świata (1973-1978) i sześć tytułów mistrzów Europy. Po zakończeniu kariery sportowej został trenerem łyżwiarskim.

## Osiągnięcia
Z Iriną Rodniną
| Zawody               | 72–73          | 73–74          | 74–75          | 75–76          | 76–77          | 77–78          | 78–79          | 79–80          |                |                |                |                |                |                |                |                |                |
| Międzynarodowe       | Międzynarodowe | Międzynarodowe | Międzynarodowe | Międzynarodowe | Międzynarodowe | Międzynarodowe | Międzynarodowe | Międzynarodowe | Międzynarodowe | Międzynarodowe | Międzynarodowe | Międzynarodowe | Międzynarodowe | Międzynarodowe | Międzynarodowe | Międzynarodowe | Międzynarodowe |
| -------------------- | -------------- | -------------- | -------------- | -------------- | -------------- | -------------- | -------------- | -------------- | -------------- | -------------- | -------------- | -------------- | -------------- | -------------- | -------------- | -------------- | -------------- |
| Igrzyska olimpijskie |                |                |                | 1              |                |                |                | 1              |                |                |                |                |                |                |                |                |                |
| Mistrzostwa świata   | 1              | 1              | 1              | 1              | 1              | 1              |                |                |                |                |                |                |                |                |                |                |                |
| Mistrzostwa Europy   | 1              | 1              | 1              | 1              | 1              | 1              |                | 1              |                |                |                |                |                |                |                |                |                |
| Prize of Moscow News |                |                |                |                |                | 1              |                |                |                |                |                |                |                |                |                |                |                |
| Krajowe              |                |                |                |                |                |                |                |                |                |                |                |                |                |                |                |                |                |
| Mistrzostwa ZSRR     | 1              | 1              | 1              |                | 1              |                |                |                |                |                |                |                |                |                |                |                |                |